# Klaus Lutz (Künstler)
Klaus Lutz (geboren 21. März 1940 in St. Gallen; gestorben 9. September 2009 in New York City) war ein Schweizer Maler, Experimentalfilmer und Performancekünstler.

## Leben
Lutz war von Beruf Lehrer. Er ist in St. Gallen aufgewachsen und lebte viele Jahre in Zürich, einige Zeit auch in Genua.
Lutz entwarf 1973 auf der Grundlage von Robert Walsers Das Ende der Welt ein Bilderbuch mit 31 kleinformatigen Kaltnadelradierungen. Seit Mitte der 1980er Jahre drehte Klaus Lutz Experimentalfilme, die er unter anderem 1999 in Zürich im Helmhaus zeigte. Lutz erhielt 1992 das Atelierstipendium für das Atelier-Loft der Stadt Zürich in New York. Er blieb danach in East Village, einem Stadtteil im Bezirk Manhattan in New York, wo er bis zu seinem Tod in einem kleinen Studio lebte und arbeitete. Diesen Raum kleidete er für seine Filminszenierungen- und Aufnahmen schwarz aus. Im Jahre 2003 erhielt er das Werkstipendium der Stadt Zürich.
Am 11. September 2009, zwei Tage nach seinem Tod, wurde seine Weltraum-Odyssee Titan beim Internationalen Film Festival in Toronto aufgeführt.
Eine Retrospektive zum Werk von Klaus Lutz zeigte das Haus Konstruktiv in Zürich im Jahr 2012 unter dem Titel «Das Haus des Künstlers».

## Schriften
- Acrobatics, Zürich: Helmhaus, 1999.

## Dokumentation
- Frank Matter: The Beauty of My Island. Shooting Klaus Lutz. Dokumentarfilm, 33 min., Schweiz/USA 1999.[4]